# Samo ti pričaj (televizijska serija)
Samo ti pričaj je hrvatska humoristična serija autora Steve Cvikića. Serija je krenula s emitiranjem 2015. godine na programu Nove TV.

## Radnja
Seriju prati život tri generacijski različita para i njihove dnevne humoristične situacije koje su lako prepoznatljive svim ljudima u braku i vezama.

## Glumačka postava

### Glavna glumačka postava
| Glumac/ica     | Lik                 |
| -------------- | ------------------- |
| Igor Mešin     | Ivan Jakšić         |
| Sandra Bagarić | Dubravka Jakšić     |
| Mirela Brekalo | Marija Božić        |
| Ratko Glavina  | Stjepan Božić Stipe |
| Asim Ugljen    | David Šimić         |
| Edina Pršić    | Iva Jakobović       |

### Gostujuće uloge
- Edin Mehemdović kao Edin
- Nada Abrus kao Jelena
- Helena Buljan kao Ivanova mama
- Domagoj Janković kao Igor
- Nela Kocsis kao Goga
- Stjepan Perić kao anketar
- Matija Prskalo kao Luce Šimić
- Martina Stjepanović kao Ana Pavlova